# Ороитес
Ороитес је био персијски властодржац из Сарда.
Године 522. п. н. е. намамио је преваром Поликрата са Самоса, у Малу Азију и тамо га убио.
Приликом прогона персијског шаха Дарија I, Ороитес је убијен од стране властите тјелесне гарде.